# Чортова дюжина (фільм, 1970)
Про однойменний радянський комедійний фільм див. Чортова дюжина (фільм, 1961)
«Чортова дюжина» — радянський художній фільм 1970 року.
Фільм вийшов в прокат в УРСР у 1970 році з українським дубляжем від Одеської кіностудії. Станом на 2020 український дубляж фільму досі не знайдено та не відновлено.

## Опис
Події розгортаються у Львові XVIII століття, коли місто було столицею австрійської провінції, так званого Королівства Галичини і Лодомерії, а називався він тоді Лембергом. Тут торгували людьми. Коли в Лемберг прибули козаки, то вони влаштували бунт, за що і були взяті під варту. Але винахідливість допомогла їм не тільки звільнитися самим, а й відпустити на волю багато людей.

## Головні ролі
- Павло Загребельний — Балабан
- Володимир Ячмінський — Кішкомот
- Лев Пригунов — Максим Заруба
- Володимир Балон
- Володя Лелетко — Івась
- Петя Ластівка — Петько
- Ґіві Тохадзе — Мансур
- Ярослав Геляс
- Вадим Голик — Нестеренко
- Зінаїда Сорочинська
- Володимир Антонов
- Петро Любешкін — солдат
- В'ячеслав Жаріков, Леонід Слісаренко, Еммануїл Геллер та інші.

## Знімальна група
- Сценаристи: Валерій Савченко, Всеволод Воронін
- Режисер-постановник: Віктор Жилін
- Оператор-постановник: Вадим Костроменко
- Художник-постановник: Юрій Богатиренко
- Звукооператор: Едуард Гончаренко
- Режисер: С. Цівілько, асистент режисера: Л. Ларіонова
- Оператор: В. Бородай, асистент оператора: В. Брегеда
- Монтажер: Надія Яворська
- Художник по костюмах: Н. Городецька
- Художники по гриму: Вячеслав Лаферов, Н. Волошин
- Асистенти художника: Юрій Горобець, Анатолій Овсянкін, Анатолій Наумов
- Комбіновані зйомки: оператор — Борис Мачерет, художник — Ю. Владимиров
- Композитор: Олександр Білаш, автор тексту пісень — Михайло Ткач
- Редактор: С. Стаселькова
- Директор картини: Ю. Камінський